# Belize op de Olympische Zomerspelen 1988
Belize nam deel aan de Olympische Zomerspelen 1988 in Seoul, Zuid-Korea.

## Resultaten en deelnemers per onderdeel

### Atletiek
| Olympiër      | Discipline             | Resultaat | Prestatie                            |
| ------------- | ---------------------- | --------- | ------------------------------------ |
| Carlton Usher | 400m (m)               | 70e       | serie 5: 8e in 51,42                 |
| Ian Gray      | 5000m (m)              | 52e       | serie 1: 1e in 15.33,24              |
| Polin Belisle | marathon (m)           | 98e       | 3:14.02                              |
| Eugène Muslar | marathon (m)           | 79e       | 2:43.29                              |
| Devon Hyde    | hink-stap-springen (m) | 41e       | kwalificatie groep A: 21e met 14,09m |

### Wielersport
| Olympiër                                                 | Discipline         | Resultaat | Prestatie                                                                  |
| Baan                                                     | Baan               | Baan      | Baan                                                                       |
| -------------------------------------------------------- | ------------------ | --------- | -------------------------------------------------------------------------- |
| Paul Réneau                                              | sprint (m)         | 13e       | kwalificatie: 20e in 11,732 1e ronde serie 4: 3e 1e ronde herkansingen: 3e |
| Weg                                                      |                    |           |                                                                            |
| Fitzgerald Joseph                                        | wegwedstrijd (m)   | DNF       | niet gefinisht                                                             |
| Michael Lewis                                            | wegwedstrijd (m)   | DNF       | niet gefinisht                                                             |
| Earl Theus                                               | wegwedstrijd (m)   | DNF       | niet gefinisht                                                             |
| Fitzgerald Joseph Charles Lewis Michael Lewis Earl Theus | ploegentijdrit (m) | DNF       | niet gefinisht                                                             |

Afghanistan · Algerije · Amerikaanse Maagdeneilanden · Amerikaans-Samoa · Andorra · Angola · Antigua en Barbuda · Argentinië · Aruba · Australië · Bahama’s · Bahrein · Bangladesh · Barbados · België · Belize · Benin · Bermuda · Bhutan · Birma · Bolivia · Bondsrepubliek Duitsland · Botswana · Brazilië · Britse Maagdeneilanden · Brunei · Bulgarije · Burkina Faso · Canada · Centraal-Afrikaanse Republiek · Chili · China · Chinees Taipei · Colombia · Congo-Brazzaville · Cookeilanden · Costa Rica · Cyprus · Denemarken · Djibouti · Dominicaanse Republiek · Duitse Democratische Republiek · Ecuador · Egypte · El Salvador · Equatoriaal-Guinea · Fiji · Filipijnen · Finland · Frankrijk · Gabon · Gambia · Ghana · Grenada · Griekenland · Groot-Brittannië · Guam · Guatemala · Guinee · Guyana · Haïti · Honduras · Hongarije · Hongkong · Ierland · IJsland · India · Indonesië · Irak · Iran · Israël · Italië · Ivoorkust · Jamaica · Japan · Joegoslavië · Jordanië · Kaaimaneilanden · Kameroen · Kenia · Koeweit · Laos · Lesotho · Libanon · Liberia · Libië · Liechtenstein · Luxemburg · Malawi · Malediven · Maleisië · Mali · Malta · Marokko · Mauritanië · Mauritius · Mexico · Monaco · Mongolië · Mozambique · Nederland · Nederlandse Antillen · Nepal · Nieuw-Zeeland · Niger · Nigeria · Noord-Jemen · Noorwegen · Oeganda · Oman · Oostenrijk · Pakistan · Panama · Papoea-Nieuw-Guinea · Paraguay · Peru · Polen · Portugal · Puerto Rico · Qatar · Roemenië · Rwanda · Saint Vincent en de Grenadines · Salomonseilanden · Samoa · San Marino · Saoedi-Arabië · Senegal · Sierra Leone · Singapore · Soedan · Somalië · Sovjet-Unie · Spanje · Sri Lanka · Suriname · Swaziland · Syrië · Tanzania · Thailand · Togo · Tonga · Trinidad en Tobago · Tsjaad · Tsjecho-Slowakije · Tunesië · Turkije · Uruguay · Vanuatu · Venezuela · Verenigde Arabische Emiraten · Verenigde Staten · Vietnam · Zaïre · Zambia · Zimbabwe · Zuid-Jemen · Zuid-Korea · Zweden · Zwitserland